# Телойнш (Вила-Пока-де-Агиар)
Телойнш (порт. Telões) — населённый пункт и район в Португалии, входит в округ Вила-Реал. Является составной частью муниципалитета Вила-Пока-де-Агиар. По старому административному делению входил в провинцию Траз-уж-Монтиш и Алту-Дору. Входит в экономико-статистический субрегион Алту-Траз-уш-Монтеш, который входит в Северный регион. Население составляет 1630 человек на 2001 год. Занимает площадь 45,35 км².
Покровителем района считается Иисус Христос (порт. Divino Salvador).